# 大塞罗
大塞罗是巴西南大河州的一个市镇。总面积73.459平方公里，总人口2577人，人口密度35.1人/平方公里。